# Γ-Glutamylotranspeptydaza
γ-Glutamylotranspeptydaza, gamma-glutamylotranspeptydaza (GGTP, γ-GTP), γ-glutamylotransferaza, gamma-glutamylotransferaza (GGT, γ-GT) – enzym katalizujący przemiany związane z transferem reszty glutaminianowej.

## Biochemia
GGTP ma aktywność transferazy (EC 2.3.2.2.) jako składnik komórkowego mechanizmu obrony antyoksydacyjnej u ssaków. Ponadto jest proteazą (EC 3.4.19.13) odcinającą glutaminian od glutationu.
Katalizowane reakcje:
- (5-L-glutamylo)peptyd + aminokwas ⇌ peptyd + 5-L-glutamyloaminokwas
- glutation + H2O ⇌ L-cysteinyloglicyna + L-glutaminian

## Znaczenie w diagnostyce chorób
Podwyższenie stężenia gamma-glutamylotranspeptydazy można stwierdzić w:
- upośledzeniu wydzielania enzymu z żółcią (żółtaczka zastoinowa, cholestaza wewnątrzwątrobowa i zewnątrzwątrobowa), stłuszczeniu wątroby[4]
- intensywnym nowotworzeniu się tkanek, czyli intensywnych przemianach aminokwasów i białek (nowotwory o dużej dynamice wzrostu, nowotwory wątroby, faza tworzenia się blizny po zawale mięśnia serca)[5]
- indukcji enzymów mikrosomalnych wątroby lekami (zwłaszcza przeciwpadaczkowymi), alkoholem lub innymi substancjami[6].

Prawidłowe stężenie nie jest ściśle określone i ustala się je indywidualnie dla danego laboratorium wykonującego badanie. Przykładowe wartości referencyjne przyjęte w Hackensack University Medical Centre to 15–85 U/l dla mężczyzn i 5–55 U/l dla kobiet.